# Lalala
«Lalala» es una canción del productor estadounidense Y2K y el rapero canadiense bbno$, publicada como sencillo el 7 de junio de 2019 por Columbia Records. Su videoclip fue publicado el 20 de agosto de 2019.
La canción se volvió viral en la aplicación TikTok debido a su frase representativa: «Did I really just forget that melody?» (en español: «¿Realmente olvidé esa melodía?»).

## Antecedentes
Para promover la publicación de la canción, Y2K y bbno$ hicieron historias falsas sobre cómo se han conocido y han hecho la canción, mandándoselas luego a blogs como Lyrical Lemonade . Una versión remix en colaboración con el cantante español Enrique Iglesias y la cantante canadiense Carly Rae Jepsen fue publicada el 30 de octubre de 2019. La canción está compuesta en una clave de re menor y un tempo de 130 beats por minuto.

## Recepción de la crítica
Carl Lamarre de Billboard describió a la pista como una «melodía llena de diversión» con el rapeo «extravagante» de bbno$ sobre el «disco de tinte latino».

## Rendimiento en listas
Es la primera canción del dúo que entra en las listas de éxitos, debutando en el puesto 84 en la lista estadounidense Billboard Hot 100 antes de alcanzar el puesto 55. El 1 de diciembre de 2020, la canción recibió dos certificaciones de platino por la Recording Industry Association of America por las ventas equivalentes a 2,000,000 de unidades en los Estados Unidos. 

## Video musical
El videoclip oficial de la canción fue publicado en el canal de Y2K el 20 de agosto de 2019, en YouTube. El videoclip muestra a un estudio de grabación de un programa educativo para niños, como es mostrado por los diversos accesorios y escenarios presentes. A medida que el video continúa, ambos artistas comienzan a utilizar los diferentes objetos del programa infantil para continuar con la canción, como un teatro de títeres, diferentes fondos y espacios de grabación, y un globo terráqueo que apunta a varios lugares.

## Posicionamiento en listas

### Listas semanales
| Listas (2019)                             | Mejor posición |
| ----------------------------------------- | -------------- |
| Alemania (Offizielle Deutsche Charts)     | 46             |
| Argentina (Argentina Hot 100)             | 98             |
| Australia (ARIA)                          | 16             |
| Austria (Ö3 Austria Top 40)               | 38             |
| Bélgica (Flandes) (Ultratop 50)           | 14             |
| Bélgica (Valonia) (Ultratop 50)           | 10             |
| Canadá (Canadian Hot 100)                 | 10             |
| Dinamarca (Tracklisten)                   | 26             |
| Escocia (Scottish Singles Sales Chart)    | 90             |
| Eslovaquia (Singles Digitál Top 100)      | 2              |
| España (Top 100 Canciones)                | 42             |
| Estados Unidos (Billboard Hot 100)        | 55             |
| Estados Unidos (Hot R&B/Hip-Hop Songs)    | 22             |
| Estados Unidos (Rolling Stone Top 100)    | 39             |
| Finlandia (OFC)                           | 16             |
| Francia (SNEP)                            | 12             |
| Hungría (Single Top 40)                   | 29             |
| Hungría (Stream Top 40)                   | 7              |
| Irlanda (IRMA)                            | 36             |
| Israel (Media Forest)                     | 2              |
| Israel (Galgalatz)                        | 2              |
| Italia (FIMI)                             | 17             |
| Letonia (LAIPA)                           | 4              |
| Lituania (AGATA)                          | 7              |
| Líbano (Lebanese Top 20)                  | 8              |
| Nueva Zelanda (Recorded Music NZ)         | 16             |
| Noruega (VG-lista)                        | 23             |
| Países Bajos (Mega Single Top 100)        | 36             |
| Portugal (AFP)                            | 7              |
| Reino Unido (UK Singles Chart)            | 32             |
| República Checa (Singles Digitál Top 100) | 5              |
| Rumania (Airplay 100)                     | 25             |
| Suecia (Sverigetopplistan)                | 55             |
| Suiza (Schweizer Hitparade)               | 26             |

### Listas de fin de año
| Listas (2019)                                    | Posición |
| ------------------------------------------------ | -------- |
| Australia (ARIA)                                 | 86       |
| Bélgica (Ultratop Flanders)                      | 81       |
| Bélgica (Ultratop Wallonia)                      | 75       |
| Canadá (Canadian Hot 100)                        | 44       |
| Estados Unidos (Hot R&B/Hip-Hop Songs-Billboard) | 62       |
| Francia (SNEP)                                   | 109      |
| Italia (FIMI)                                    | 94       |
| Letonia (LAIPA)                                  | 23       |
| Portugal (AFP)                                   | 72       |
| Suiza (Schweizer Hitparade)                      | 85       |

| Listas (2020)             | Position |
| ------------------------- | -------- |
| Canadá (Canadian Hot 100) | 63       |
| Rumania (Airplay 100)     | 98       |

## Certificaciones
| Región                | Certificación | Ventas certificadas |
| --------------------- | ------------- | ------------------- |
| Australia (ARIA)      | 2x Platino    | 140.000             |
| Bélgica (BEA)         | Oro           | 20.000              |
| Canadá (Music Canada) | 3x Platino    | 240.000             |
| Estados Unidos (RIAA) | 2x Platino    | 2.000.000           |
| Francia (SNEP)        | Platino       | 200.000             |
| México (AMPROFON)     | 3x Platino    | 180.000             |
| Nueva Zelanda (RMNZ)  | Oro           | 15.000              |
| Polonia (ZPAW)        | Platino       | 20.000              |
| Portugal (AFP)        | Platino       | 10.000              |
| Reino Unido (BPI)     | Oro           | 400.000             |